# Nikolaus von Zinzendorf

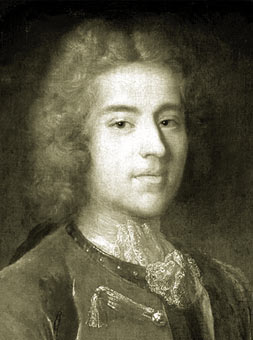
Nikolaus Ludwig von Zinzendorf

Nikolai Ludwig Graf von Zinzendorf und von Pottendorf (Dresden, 26 mei 1700 – Herrnhut, 9 mei 1760) was een Duits theoloog. Hij is de oprichter van de christelijke kolonie Herrnhut. Hieruit kwam de Evangelische Broedergemeente, ook bekend als de herrnhutters voort.

## Jeugdjaren
De ouders van Von Zinzendorf behoorden tot de piëtistische beweging. Zij waren van adel. Zijn vader overleed zes weken na zijn geboorte. Vier jaar later hertrouwde zijn moeder. Von Zinzendorf ging naar school in Halle en ging in 1716 rechten studeren aan de Universiteit van Wittenberg. Hij zag voor zichzelf een carrière als diplomaat weggelegd. Na drie jaar werd hij op rondreis gestuurd door Nederland, Frankrijk en delen van Duitsland. Daarbij werd hij verliefd op zijn nicht Theodora, maar haar moeder zag een huwelijk niet zitten en Theodora trouwde met iemand anders.

## Roeping
Von Zinzendorf zou deze afwijzing hebben gezien als een roeping tot het werk van God. Hij had eerdere aanbiedingen voor aantrekkelijke banen naast zich neergelegd. Voorlopig vestigde hij zich als landeigenaar en trouwde met barones Erdmuth Dorothea. Vanuit zijn landgoed wilde Von Zinzendorf het piëtistische gedachtegoed van Philipp Jakob Spener verder uitdragen. Samen met anderen begon hij samenkomsten te beleggen, boeken uit te geven en te corresponderen met het doel om Speners ideeën verder te verspreiden. Vanuit een drukkerij in Ebersdorf (nu Thuringen) werden grote partijen boeken en traktaten, catechismussen, liedboeken en bijbels verspreid.
Von Zinzendorf had een afkeer van de droge Lutherse orthodoxie uit zijn tijd. Daarom stond hij enigszins sympathiek tegenover het opkomende rationalisme dat de heersende dogma's aanviel. Tegelijkertijd verweet hij de rationalisten een gebrek aan ernst en een gebrek aan het werkelijk begrip van religie en het christendom. Hij probeerde deze –in zijn ogen– defecten aan te tonen door te verwijzen naar de historische Christus, de openbaring van God.

## Ontstaan kolonie Herrnhut

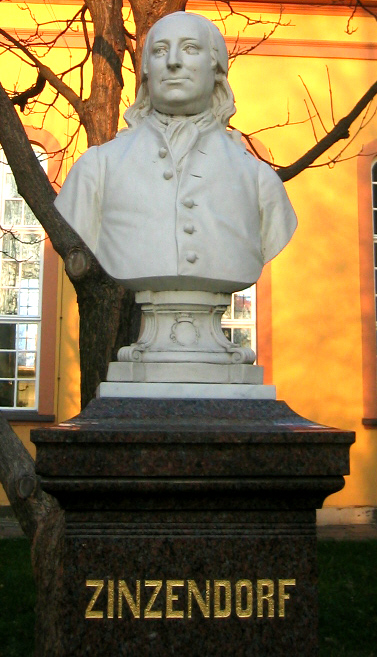
Monument voor Zinzendorf in Herrnhut, Duitsland

Ook overwoog hij of het niet verstandig was om zich af te scheiden van de Lutherse kerk, omdat het christendom het beste uitgedragen kon worden door vrije gemeenten of groepen christenen. Hiermee week hij af van Spener. Aan dit idee gaf hij in 1722 praktisch uitvoering toen een rondzwervende groep die vervolgd werd in Moravië en in Bohemen, bij hem aanklopte en asiel vroeg. De volgelingen van Johannes Hus hadden te lijden onder de contrareformatie die de Rooms-Katholieke Kerk had ingesteld vanwege de toenemende invloed van de denkbeelden van reformator Maarten Luther. Ze raakten verstrooid en een groep van zo'n honderd mensen vluchtte in 1722 naar Duitsland waar Von Zinzendorf hen op zijn landgoed gastvrij onthaalde. Zij bouwden de stad Herrnhut op een deel van zijn terrein. In de jaren daarna zouden ook andere groepen hun toevlucht nemen tot Herrnhut.
De mensen behoorden tot verschillende kerken. Het was voor hen moeilijk om samen te leven. Von Zinzendorf zette zich voor hen in en ging samen met zijn vrouw en kinderen ook in Herrnhut wonen. Hij had problemen met de autoriteiten en moest veel moeite doen om duidelijk te maken dat zijn religieuze gemeenschap toegestaan was onder de afspraken die gemaakt waren bij de Godsdienstvrede van Augsburg. Ook kreeg Von Zinzendorf te maken met weerstand uit de Lutherse kerk. Daarnaast werd hij zelfs door sommige van de vluchtelingen – gehard geworden door alle vervolgingen die zij hadden ondervonden – uitgemaakt voor het Beest uit Openbaring. Uiteindelijk slaagde Von Zinzendorf er toch in om de groep tot een eenheid te vormen. Dit deed hij door verschillende 'families' samen te stellen op basis van leeftijd, huwelijksstatus en geslacht. Daarmee doorbrak hij het traditionele gezinspatroon.

## Zending
Von Zinzendorf was een warm bepleiter van het belang van zending. Vanuit Herrnhut werden verschillende zendelingen uitgestuurd, die gingen werken onder slaven in Deens-West-Indië en de Inuit op Groenland. Door zijn persoonlijke relatie met koning Christian VI kreeg hij daar toestemming voor. Ook kreeg het – inmiddels – nieuwe kerkgenootschap afdelingen verder in Duitsland, Denemarken, Engeland, Nederland en Rusland. Zelf reisde Von Zinzendorf ook veel rond, in 1741-42 bijvoorbeeld naar Amerika. Daar werd sinds 1735 gewerkt onder de Noord-Amerikaanse indianen. In 1750 verbleef hij een lange tijd in Londen.

### Overige landen
Op het moment van zijn dood waren zendelingen van de herrnhutters actief – naast de al eerder genoemde plaatsen – aan de Baltische kust, onder slaven in South Carolina en Suriname, in verschillende andere delen van Zuid-Amerika, op de Nicobaren en in Oost-Indië, onder de kopten in Egypte en op de westkust van Zuid-Afrika.

## Laatste jaren

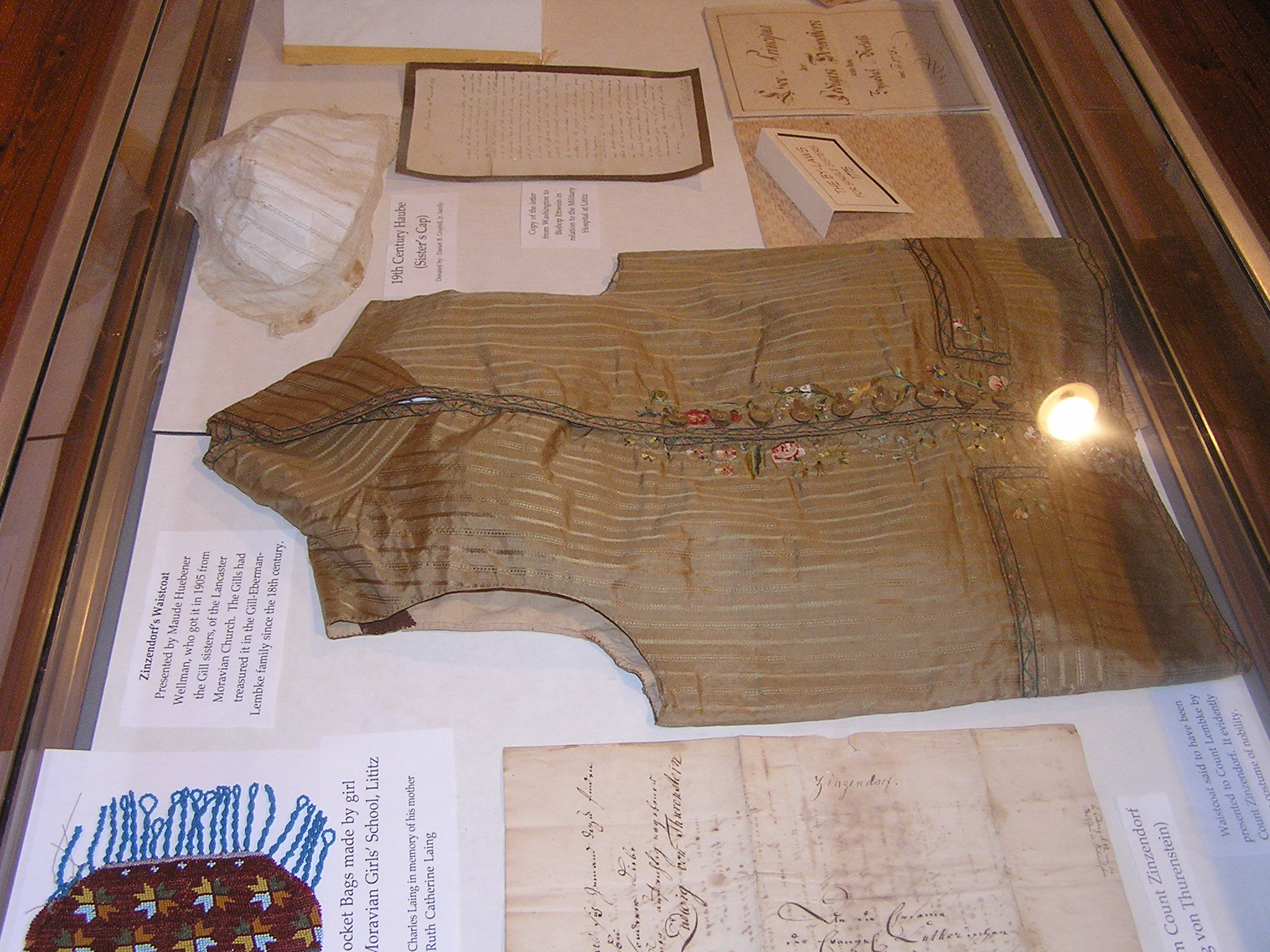
Von Zinzerdorfs herenvest dat wordt tentoongesteld

De gemeenschap in Herrnhut had geen eigen bron van inkomsten. Door zijn vele activiteiten had Von Zinzendorf weinig aandacht hiervoor. Zijn vele reizen en activiteiten betaalde hij zelf, maar hij moest steeds vaker leningen afsluiten om deze te bekostigen. In 1750 werd hij bankroet verklaard. In reactie daarop stelde de Broedergemeente een financieel comité op om zelf in hun onderhoud te voorzien. Dit lukte uiteindelijk.
Von Zinzendorf had zijn zoon Christian Renatus op het oog als zijn opvolger, maar deze overleed in 1752. Von Zinzendorf werd verscheurd van verdriet door dit verlies. Vier jaar later, op 17 juni 1756, overleed zijn vrouw. Na een jaar hertrouwde hij met Anna Caritas Nitschmann. Op 9 mei 1760 –oververmoeid door al het werk– overleed Von Zinzendorf zelf. Zijn vrouw zou hem twee weken later volgen. Zijn schoonzoon Johannes von Watteville nam de leiding over.

## Eerbetoon

### Nederland
In Zeist zijn een laan en een school naar Von Zinzendorf vernoemd.

### Aruba
In Sint Nicolaas is een basisschool naar hem vernoemd.

### Suriname
In Paramaribo is een VOJ school naar hem vernoemd.